# Trofaiach
Trofaiach es un municipio del Distrito de Leoben ubicada a unos 10 kilómetros de la capital, en Estiria.

## Historia
La historia de Trofaiach se remonta al primer milenio antes de Cristo. En aquel entonces era la minería del cobre, que atrajo a muchos a la piscina Trofaiach. Más tarde, en el primer milenio después de Cristo comenzó a extraer el mineral de hierro con la montaña Erzberg, por ello Trofaiach pronto se convirtió en el centro de la industria del hierro y el comercio.
Posteriormente, sin embargo, el comercio se trasladó a la ciudad de Leoben, Trofaiach que tuvo que lidiar con fuerte migración. El actual centro se desarrolló en el siglo XI por dos iglesias existentes, la iglesia de la Trinidad y la iglesia Trofaiach Rupert la convirtió en el centro eclesiástico de la región. Desde 1998, entre Trofaiach y Clonmel, Irlanda, se realizó una sociedad y un año después, en 1999, un hermanamiento con Kamnik, Eslovenia, que fueron sellados y documentados.

## Geografía
Trofaiach está en Vordernbergertal, a unos diez kilómetros al norte de la capital del distrito de Leoben, en la «Ruta del Hierro» de Austria.
Trofaiach tiene una superficie de 143 kilómetros2 y ocupa gran parte del borde sur de los Alpes Eisenerzer situada en la cuenca Trofaiachen. Un área considerable del municipio está cubierto por bosques y montañas por encima de la línea de árboles. Los límites municipales se extienden a los picos, crestas y transiciones de las montañas que la rodean, como una elevada torre (Trenchtling) (2081 metros), Lamingegg, Lamingsattel, la quebrada de Leobner Mauer, Klammkogel, Barbarakreuz, Fahnenköpfl, Grüblzinken, Rottörl, Eisenerzer Reichenstein (2165 metros), Große Scharte, Hohe Lins (2028 metros), Stadelstein, Wildfeld, Gösseck (Reiting, 2214 metros).
La altitud de Trofaiach es de 660 metros sobre el nivel del mar. Esto corresponde a la ubicación de la iglesia parroquial. El punto más bajo en la ciudad se ubica geográficamente en el Gmeingrube con 645 metros y el punto más alto en Gösseck con 2214 metros.
El casco antiguo está situado en primera línea de Trofaiach Vordernbergertal, que se llamaba en la Edad Media “Leuben”. Trofaiach en tiene cuatro ríos. Los cuatro valles Krumpen, Rotz, Trofaiach Gößgraben y Laintal pertenecen al municipio.
Trofaiach está subdividida en 19 partes: Edling, Gai, Gausendorf, Gimplach, Gößgraben, Krumpen, Kurzheim, Laintal, Oberdorf, Putzenberg, Rötz, Schardorf, Töllach, Trattning, Treffning, Trofaiach, Untergimplach, Unterkurzheim y Windischbühel.
A su vez, el municipio limita con 10 municipios, 8 de ellos pertenecientes al Distrito de Leoben: Eisenerz, Vordernberg, Proleb, Leoben, Sankt Peter-Freienstein, Kammern im Liesingtal, Mautern in Steiermark y Kalwang; y los dos del Distrito de Mürzzuschlag (también conocido como «Bruck-Mürzzuschlag») Tragöß y Sankt Katharein an der Laming.

## Cultura
Trofaiach se encuentra en la llamada «Ruta del Hierro» de Estiria, algunos vestigios de la cultura, oficios y costumbres pueden ser encontrados en los diversos museos locales.
El museo local se encuentra en el Castillo Stibichhofen que se encuentra en el centro de la ciudad, sus exposiciones más destacadas son la perteneciente a los trajes históricos del comerciante Franz Hofer, el equipamiento original de la farmacia de Trofaiach de 1904.
La biblioteca de la ciudad data del año 1905, posee una superficie de 260 metros2 y posee unos 1.500 ejemplares.

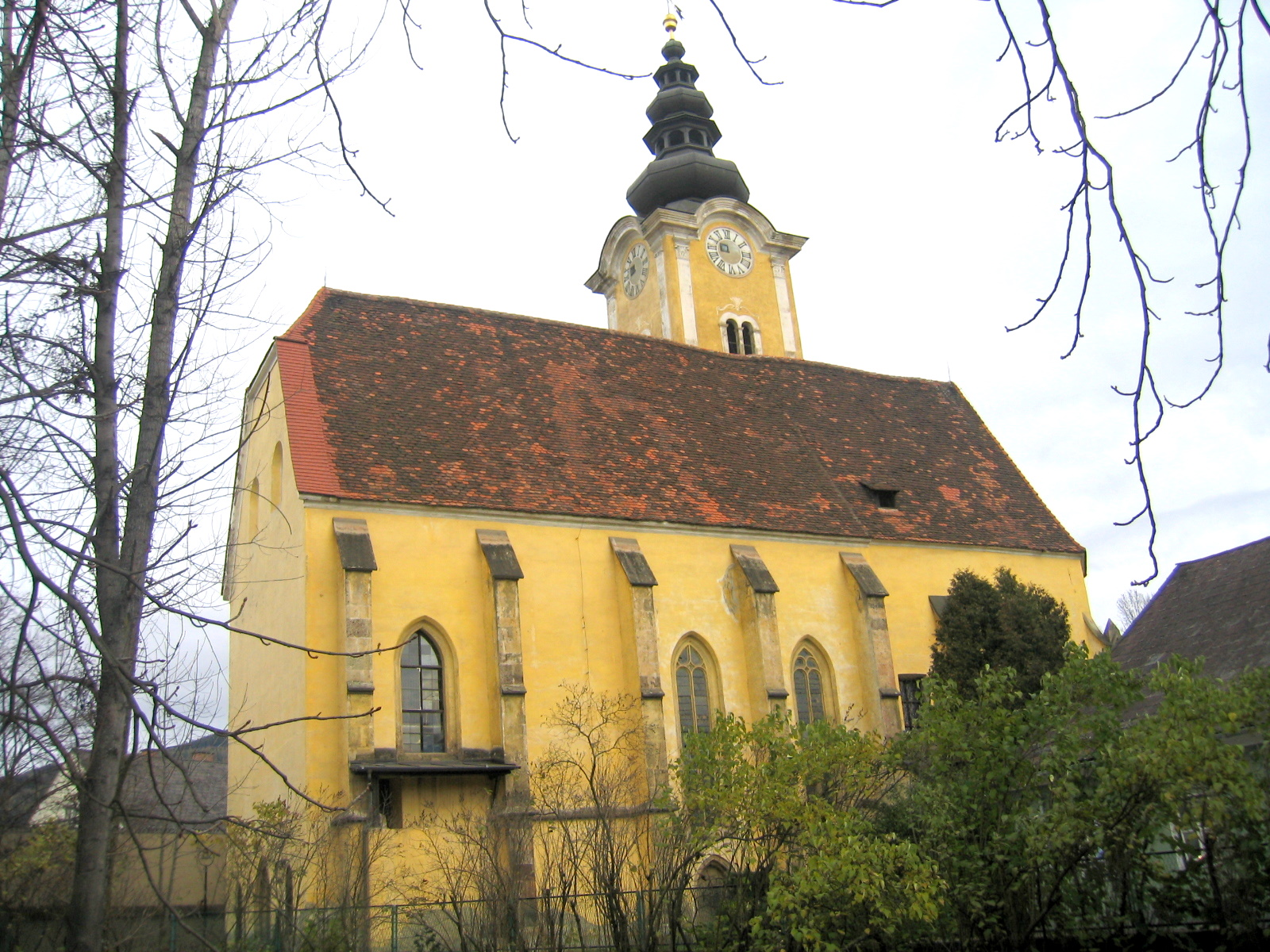
Iglesia de la Santísima Trinidad de Trofaiach.

En cuanto a las iglesias locales, podemos encontrar la Iglesia de la Santísima Trinidad fundada en el año 1195, creación del monasterio benedictino Traunkirchen. Tiene un estilo gótico tardío de principios del siglo XVI. En 2008 se conformó como parte integrante de la Fundación Privada Baukultur, que preserva y mantiene edificios históricos. El otro edificio es la Iglesia de San Ruperto, mencionada por primera vez en el año 1195 -pero se cree que tiene unos 200 años más de antigüuedad-, como parte de la Arquidiósesis de Salzburgo. Con un estilo esencialmente románico, en 1492 se le introdujo lo gótico.